# Oh! (singolo Girls' Generation)
Oh! è un brano musicale del gruppo di idol sudcoreano Girls' Generation, pubblicato come singolo il 25 gennaio 2010, estratto dall'album Oh!.

## Successo
Il gruppo ha usato una promozione in tema cheerleading per pubblicizzare il singolo, ottenendo un grande successo. Il singolo è infatti arrivato alla vetta di numerose classifiche, fra cui Music Bank e The Music Trend, oltre alla quarta posizione dei singoli più venduti dell'anno secondo la Circle Chart.

## Tracce
Download digitale
1. Oh! -  3:08

## Classifiche
| Classifica (2010) | Posizione massima |
| ----------------- | ----------------- |
| Circle Chart      | 1                 |

## Riconoscimenti
- Yahoo! Asian Buzz Awards: Top Buzz Music Video (Oh!)[6]
- 25th Golden Disk Awards: Disk Bonsang (Oh!)[7]
- 25th Golden Disk Awards: Disk Daesang Award (Oh!)[8]
- 2010 KBS Music Festival: Song Of The Year